# 天皇道悟
天皇道悟禪師（748年—807年），俗姓張，婺州東陽（今浙江）人，唐代禪宗祖師。

## 生平
道悟禪師十四歲時在明州落髮出家。二十五歲時，至杭州竹林寺受具足戒。游餘杭，依止徑山國一禪師，在其門下修行五年，得到他的印可。
大曆十一年（776年），至餘姚大梅山獨自修行。
建中元年（780年），至洪州鍾陵（今江西進賢縣）拜訪洪州道一禪師。
隔年（781年），至衡山拜訪石頭希遷禪師。
後住荊州當陽紫荊山，受江陵尹右僕射裴休所請，住持天皇寺，法席日漸愈盛，世稱之「天皇門風」。故人稱天皇道悟。
道悟禪師於元和二年丁亥(807年)四月示寂，世壽六十，僧臘三十五。

## 禪風
石頭希遷之法嗣，禪風單刀直入，機峰簡潔。
天皇道悟往見石頭希遷時有無奴婢的禪宗公案，道悟問石頭希遷曰：離却定慧，以何法示人？石頭曰：我這裏無奴婢，離個甚麼？曰：如何明得？石頭曰：汝還撮得空麼。曰：恁麼即不從今日去也。石頭曰：未審汝早晚從那邊來。曰：道悟不是那邊人。石頭曰：我早知汝來處。曰：師何以贓誣於人。石頭曰：汝身現在。曰：雖如是畢竟如何示於後人。石頭曰：汝道誰是後人？師從此頓悟。
即以無主從之分來比喻持戒以外的定與慧，既然沒有定慧何來主從之分？其次則論虛空超越時間空間之限制，引禪宗之重要經典金剛經：「如來者，無所從來，亦無所去，故名如來」，最後藉如何傳法引金剛經大乘正宗分第三『最大之乘，最正之宗』內容：「如是滅度無量無數無邊眾生，實無眾生得滅度者。」作為印證。

## 影響
天皇道悟傳龍潭崇信，後成為雲門、法門二宗的根源。
根據後世傳說，同時代有另一位同名禪師，屬洪宗州，叫天王道悟，他才是龍潭崇信的老師。但經考證，應該是誤傳。

## 法嗣

### 師承
- 石頭希遷

### 弟子
- 龍潭崇信